# Smittia duplicata
Smittia duplicata är en tvåvingeart som beskrevs av Karl Strenzke 1951. Smittia duplicata ingår i släktet Smittia och familjen fjädermyggor. Inga underarter finns listade i Catalogue of Life.